# NGC 4787
NGC 4787 is een spiraalvormig sterrenstelsel in het sterrenbeeld Hoofdhaar. Het hemelobject werd op 3 april 1867 ontdekt door de Duits-Deense astronoom Heinrich Louis d'Arrest.

## Synoniemen
- UGC 8026
- MCG 5-30-121
- ZWG 159.111
- ZWG 160.6
- PGC 43875